# Le Fantôme de l'Opéra (balletto)
Le Fantôme de l'Opéra è un balletto in tre atti e dodici quadri, ideato e coreografato da Roland Petit. 
Basato in gran parte sulla storia dell'omonimo romanzo di Gaston Leroux del 1910, il balletto è rappresentativo della maturità creativa del coreografo francese e plasma il linguaggio della danza classica con effetti narrativi di grande suggestione.
Fu messo in scena nel 1980 dal Balletto dell'Opéra National de Paris all'Opéra Garnier, su musiche di Marce Landowski dirette da Patrick Flynn, per una serie di diciannove rappresentazioni tra febbraio e marzo.
Il ruolo dell'eponimo protagonista fu danzato, in alternanza, da Jean Guizerix e dall'étoile ospite danese Peter Schaufuss; i ruoli del maestro di ballo e del giovane furono affidati, rispettivamente, a Jacques Namont e Patrick Dupond. Il baritono inglese David Wilson-Johnson era invece la voce del fantasma.
Il balletto segna l'inizio del sodalizio artistico tra Petit e Dominique Khalfouni, all'epoca danseuse étoile dell'Opéra di Parigi e scelta per interpretare il personaggio principale femminile di Christine Daaé.
La Khalfouni lascerà il massimo teatro francese per seguire Petit come prima ballerina della sua compagnia di Marsiglia e sarà la sua musa in quasi tutte le creazioni del decennio successivo.
Tra gli interpreti di questo balletto nell'allestimento del Ballet National de Marseille, la compagnia di Roland Petit, sono da ricordare le italiane Carlotta Zamparo e Francesca Sposi e i danzatori Denys Ganio e Jan Broeckx.